# Liang Weikeng
Liang Weikeng (chinês simplificado: 梁伟铿, pinyin: Liáng Wěikēng; 30 de novembro de 2000) é um jogador de badmínton chinês.

## Carreira
Liang fez parceria com Shang Yichen e ganhou uma medalha de bronze no Campeonato Mundial Júnior BWF de 2018 na prova de duplas masculinas. Ele também ganhou uma medalha de prata com Shang no Campeonato Asiático Júnior de Badminton de 2018 após perder para os compatriotas Di Zijian e Wang Chang na final.
Após um longo hiato, Liang retornou à quadra internacional no Aberto da Tailândia de 2022 com um novo parceiro, Wang Chang. Eles conseguiram entrar na competição de duplas masculinas ao derrotar algumas das melhores duplas, incluindo os medalhistas de bronze de Tóquio 2020 Aaron Chia e Soh Wooi Yik e também o número 1 do mundo Marcus Fernaldi Gideon e Kevin Sanjaya Sukamuljo para avançar para a final do Masters da Indonésia. Na final, eles perderam por 10–21, 17–21 para os favoritos da casa Fajar Alfian e Muhammad Rian Ardianto. No torneio seguinte, eles derrotaram os atuais campeões mundiais Takuro Hoki e Yugo Kobayashi para chegar às semifinais do Masters da Malásia, mas foram parados por Mohammad Ahsan e Hendra Setiawan em jogos diretos. Liang então conquistou seu primeiro título internacional no Aberto do Japão, onde ele e Wang derrotaram Kim Astrup e Anders Skaarup Rasmussen na final em três jogos.
Nos Jogos Olímpicos de Verão de 2024, em Paris, conquistou a medalha de prata na disputa de duplas masculinas, ao lado de Wang Chang.